# Airkenya Express

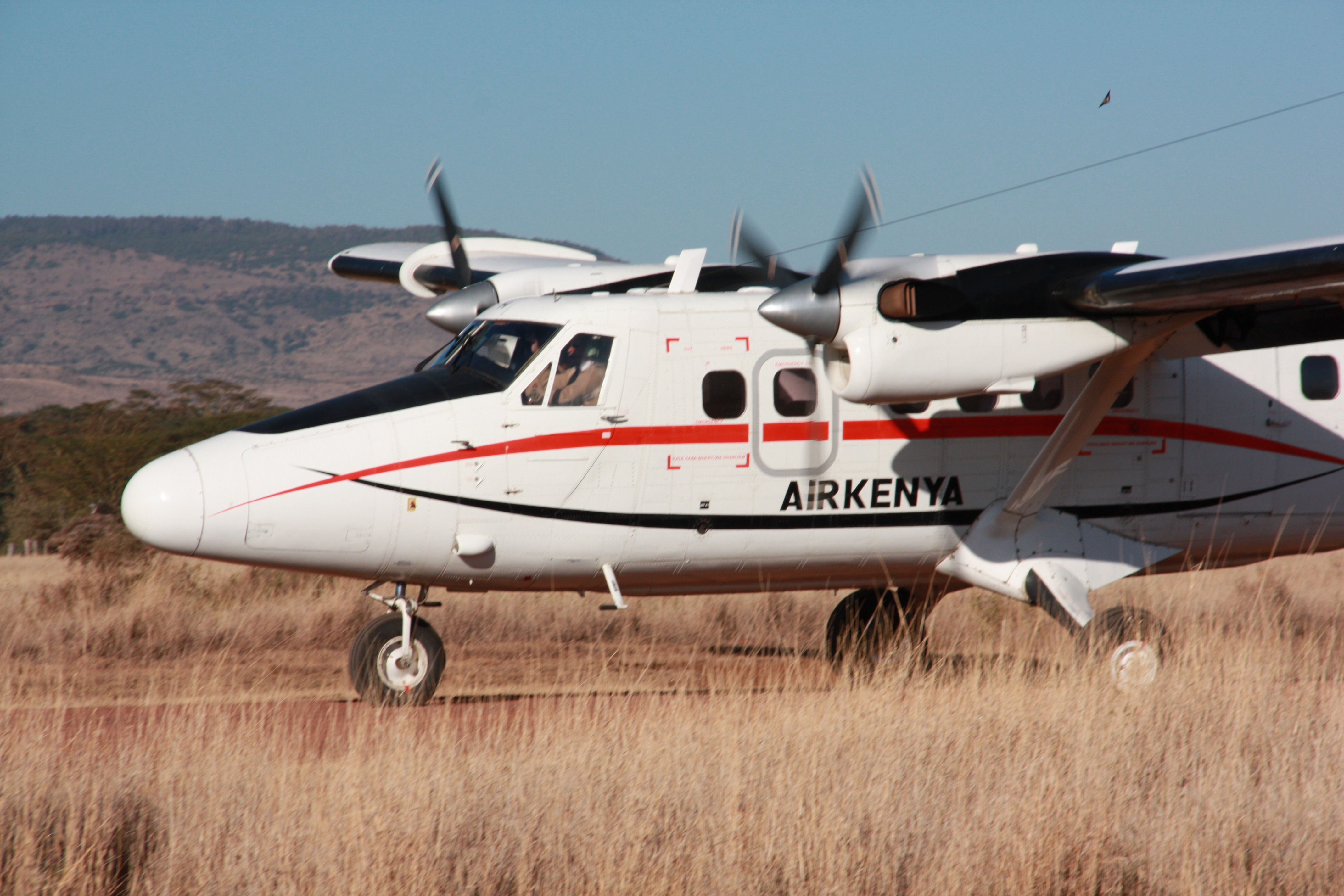
Один з літаків авіакомпанії.

Airkenya Express — авіакомпанія, що базується в Найробі, Кенія. Обслуговує, в основному, внутрішні регулярні і чартерні рейси, крім того виконує один міжнародний регулярний рейс в Танзанії. Основним хабом є аеропорт Вілсон, Найробі.

## Історія
Airkenya Express була заснована і почала свою діяльність під брендом Airkenya Aviation в 1987 році, в результаті злиття авіакомпаній Air Kenya і Sunbird AviationSunbird Aviation. На обидві авіакомпанії до того моменту припадало понад 20 років спільного досвіду польотів по Східній Африці. У січні 2007 року, Airkenya Aviation отримала назву Airkenya Express. Авіакомпанія знаходиться під управлінням кенійського консорціуму Air Kenya Express Limited і налічує 165 співробітників. У 2014 році авіакомпанією було перевезено близько 100 000 пасажирів, що дещо нижче показників 2013 року, коли було перевезено 120 000 чоловік.
У Airkenya Express є дві дочірні компанії: Regional Air в Танзанії (заснована в 1997 році) і AeroLink в Уганді (заснована в 2012 році).

## Маршрутна мережа
Географія польотів включає в себе наступні аеропорти (станом на серпень 2016 року):

### Міжнародні рейси
- Кіліманджаро, Танзанія

### Внутрішні рейси
- національний парк Амбоселі, аеропорт Амбоселі
- курорт Діані Біч/місто Юканда, аеропорт Юканда
- Ламу, аеропорт Мандра
- Малінді, аеропорт Малінді
- заповідник Масаї-Мара, аеродроми Serena, Keekorok, Olekiombo, Kichwa, Musiara
- Міру, аеропорт Mulika Lodge
- Наньюкі, аеропорт Наньюкі
- заповідник Самбуру, аеропорт Самбуру

## Флот
До складу флоту входять наступні типи повітряних суден (за станом на серпень 2016 року):
| Флот авіакомпанії Airkenya Express   | Флот авіакомпанії Airkenya Express | Флот авіакомпанії Airkenya Express |
| Тип літака                           | Експлуатується                     | Кількість місць                    |
| ------------------------------------ | ---------------------------------- | ---------------------------------- |
| De Havilland Canada DHC-6 Twin Otter | 3                                  | 16                                 |
| De Havilland Canada Dash 7           | 2                                  | 50                                 |
| Bombardier DHC-8-100                 | 1                                  | 37                                 |
| Cessna Caravan 208 C B               | 3                                  | 11                                 |
| Eurocopter AS 350 B3                 | 2                                  | 5                                  |

## Авіапригоди
У лютому 1992 року літак авіакомпанії Douglas DC-3 5Y-BBN розбився при заході на посадку на одному з аеродромів заповідника Масаї-Мара. В результаті, в 1993 році, повітряне судно було списано.